# 17149 Victoriagraf
17149 Victoriagraf è un asteroide della fascia principale. Scoperto nel 1999, presenta un'orbita caratterizzata da un semiasse maggiore pari a 2,760421 UA e da un'eccentricità di 0,070315, inclinata di 3,402646° rispetto all'eclittica. Ha un periodo di rotazione di 138,11 ore.